# 빌 핑거
밀턴 "빌" 핑거(Milton "Bill" Finger)는 미국의 코믹 스트립, 만화 잡지, 영화 및 텔레비전 프로그램 작가였다. 밥 케인과 공동으로 DC 코믹스의 배트맨을 창작한 것으로 유명하다. DC 코믹스에서 이름을 남기지 않는 대필작가로서 근무했으며 배트맨의 대표적인 상징과 세계관을 창작하고 원조 그랜 랜턴 앨런 스콧을 고안했다.
그의 상사 밥 케인은 생전에 핑거의 비트맨에 대한 기여를 부인했기 때문에 핑거는 가난과 무명세 속에 생활하다 1974년에 사망했다. 케인은 1980년대에 자서전 작가와의 사담에서 핑거가 배트맨 창작에 "50–75%" 정도 책임이 있음을 시인했다. 2000년대에 핑거의 자서전 작가 마크 타일러 노블레만은 조사 중 핑거의 상속자들을 발견했다. 이후 핑거의 손녀가 DC 코믹스를 포함한 저작권자들을 상대로 제기한 법적 분쟁 끝에 2015년 핑거가 배트맨의 공동창작자로서 지적자산권이 있음을 인정받고 그의 이름이 원작자로서 배트맨 매체에 오르게 됐다.